# Ceresium nitidicolle
Ceresium nitidicolle là một loài bọ cánh cứng trong họ Cerambycidae.